# 十和田観光電鉄線
十和田観光電鉄線（とわだかんこうでんてつせん）は、青森県三沢市の三沢駅から十和田市の十和田市駅までを結んでいた十和田観光電鉄の鉄道路線である。2012年（平成24年）4月1日付けで廃線となった。

## 概要
路線は大曲駅から十和田市駅までほぼ稲生川に沿うように敷設されていたが、建設時に三本木開墾株式会社より線路用地として堤防上の提供を受けたことによる。
駅は十和田市駅と三沢駅以外は無人駅で、無人駅にはホームがあるのみであった。列車はワンマン運転を行っていたため、無人駅から乗車する際は路線バス同様に乗車時に整理券を受け取って、降車時に整理券と運賃を支払うようになっていた。十和田市駅・三沢駅から乗車する場合は乗車券を購入して改札を通り、両駅で降車する場合は駅で切符が集札され、無人駅での集札は1両目の一番前の出口で運賃箱を用いて行れる。このため、混雑時を除き十和田市駅・三沢駅以外では進行方向一番前のドアしか開かなかった（ただし、定期券利用客以外は混雑時にすべてのドアが開くときでも一番前のドアから乗降しなければならない）。
柳沢駅と七百駅との間で、地下を通る東北新幹線と交差するがどちらの路線にも駅は設置されていなかった。
1970年（昭和45年）度に年間165万人が利用してピークとなったがその後は乗客が減少し、2010年（平成22年）12月4日に東北新幹線・七戸十和田駅が開業すると、十和田湖周辺への観光客を中心に乗客減に拍車がかかり同年度は年間46万人にまで低下した。さらに2011年（平成23年）3月11日に発災した東北地方太平洋沖地震（東日本大震災）の影響で、鉄道事業の赤字を補っていた同社のホテルやバス事業の収入も減ったため、同社は沿線の三沢市、六戸町、十和田市にその後10年間で約5億円の資金援助を要請したが、自治体側は10月上旬に「経営改善が見込めない」と要請を拒否した。そのため、10月7日の十和田観光電鉄の臨時取締役会にて2012年（平成24年）3月末をもって廃線にし、バス転換する方針が決定、10月11日に十和田観光鉄道活性化協議会の臨時総会で発表された。
2012年1月24日に、十和田観光電鉄は国土交通省（東北運輸局）に対し、十和田市駅が4月以降使用不能になる（詳細は「十和田市駅#駅ビル再開発計画」を参照）ことを理由とした休止届及び採算性悪化や前記設備更新の費用調達困難を理由に2013年1月31日を以て廃線とする廃止届を提出した。これを受けて東北運輸局が同年2月20日に地元2市1町に対し実施した意見聴取に於いて、廃止日を2012年4月1日に繰り上げても支障なしとの判断がされた。
このため十和田観光電鉄は休止届を取り下げるとともに廃止日を2012年4月1日とする廃止日繰り上げの届出を行った。廃止日の前日である3月31日の運行で営業を終了した。4月1日より同社により鉄道代替バス十和田三沢線（三高正門前 - 十和田中央 - 三沢駅 - 三沢高校前）が運行されている（本記事の「鉄道廃止代替バスについて」の節も参照）。

### 路線データ
- 路線距離（営業キロ）：14.7km
- 軌間：1067mm
- 駅数：11駅（起終点駅含む）
- 複線区間：なし（全線単線）
- 最高速度：75 km/h[1]
- 電化区間：全線（直流1500V）
- 閉塞方式：自動閉塞式

## 運行形態
2011年5月21日のダイヤ改正以降、平日は1日17往復、土曜日・休日は1日12往復が運転されていた。旅客列車は全列車三沢 - 十和田市間の全区間を運転する各駅停車で、途中駅を始発・終着とする列車や優等列車は運転されていなかった。

### 廃止直前の状況
営業終了に伴う需要増を想定し、2012年3月17日以降の土曜日・休日には3往復の臨時列車が運行された。
最終日となった2012年3月31日は臨時ダイヤが組まれ、各駅停車15往復および十和田市発三沢着の1本が運転された。各駅停車の最終列車は十和田市19時55分発、三沢20時26分着、三沢20時30分発、十和田市21時01分着。
各駅停車の運行終了後、「鉄道営業最終列車」と銘打たれた列車が運転された。時刻は三沢21時0分発、十和田市21時31分着で、途中駅は全駅通過した。乗車には乗車券のほか、事前配布の「乗車整理券」を持参した上での受付が必要であった。

## 利用状況

### 輸送実績
十和田観光電鉄線の輸送実績を下表に記す。1970年代以降輸送量は一貫して減少傾向にあった。表中、最高値を赤色で、最高値を記録した年度以降の最低値を青色で、最高値を記録した年度以前の最低値を緑色で表記している。
| 年度別輸送実績     | 年度別輸送実績             | 年度別輸送実績             | 年度別輸送実績             | 年度別輸送実績             | 年度別輸送実績             | 年度別輸送実績 | 年度別輸送実績 | 年度別輸送実績                  |
| 年 度              | 輸送実績（乗車人員）：万人 | 輸送実績（乗車人員）：万人 | 輸送実績（乗車人員）：万人 | 輸送実績（乗車人員）：万人 | 輸送実績（乗車人員）：万人 | 輸送密度 人/日 | 貨物輸送量 万t | 特 記 事 項                     |
| ------------------ | -------------------------- | -------------------------- | -------------------------- | -------------------------- | -------------------------- | -------------- | -------------- | ------------------------------- |
| 年 度              | 通勤定期                   | 通学定期                   | 通勤通学 定 期 計          | 定 期 外                   | 合 計                      | 輸送密度 人/日 | 貨物輸送量 万t | 特 記 事 項                     |
| 1967年（昭和42年） | 19.1                       | 47.8                       | 66.9                       | 60.4                       | 127.3                      | 2,413          | 8.6            |                                 |
| 1968年（昭和43年） | 16.0                       | 45.6                       | 61.6                       | 53.3                       | 114.9                      | 2,522          | 6.9            |                                 |
| 1969年（昭和44年） | 18.5                       | 64.1                       | 82.6                       | 69.6                       | 152.2                      | 2,668          | 8.0            |                                 |
| 1970年（昭和45年） | 18.6                       | 77.7                       | 96.3                       | 69.1                       | 165.4                      | 2,758          | 7.2            | 旅客輸送実績最高値を記録        |
| 1971年（昭和46年） | 16.2                       | 73.9                       | 90.1                       | 67.5                       | 157.6                      | 2,614          | 9.7            |                                 |
| 1972年（昭和47年） | 14.2                       | 73.9                       | 88.1                       | 64.6                       | 152.7                      | 2,534          | 9.3            |                                 |
| 1973年（昭和48年） | 12.1                       | 69.7                       | 81.8                       | 65.5                       | 147.3                      | 2,469          | 9.4            |                                 |
| 1974年（昭和49年） | 11.8                       | 75.2                       | 87.0                       | 66.3                       | 153.3                      | 2,573          | 10.7           |                                 |
| 1975年（昭和50年） | 10.6                       | 70.5                       | 81.1                       | 65.4                       | 146.5                      | 2,495          | 9.8            |                                 |
| 1976年（昭和51年） | 10.3                       | 69.9                       | 80.2                       | 62.7                       | 142.9                      | 2,409          | 9.7            |                                 |
| 1977年（昭和52年） | 9.0                        | 65.1                       | 74.2                       | 61.1                       | 135.3                      | 2,287          | 9.2            |                                 |
| 1978年（昭和53年） | 8.8                        | 64.1                       | 72.9                       | 57.5                       | 130.5                      | 2,237          | 8.9            |                                 |
| 1979年（昭和54年） | 6.5                        | 66.3                       | 72.9                       | 56.4                       | 129.3                      | 2,232          | 8.9            |                                 |
| 1980年（昭和55年） | 5.8                        | 68.1                       | 74.1                       | 52.5                       | 126.5                      | 2,241          | 7.9            |                                 |
| 1981年（昭和56年） | 5.3                        | 67.4                       | 72.8                       | 50.1                       | 122.9                      | 2,215          | 6.6            |                                 |
| 1982年（昭和57年） | 5.2                        | 62.7                       | 67.9                       | 47.5                       | 115.4                      | 2,131          | 5.9            |                                 |
| 1983年（昭和58年） | 5.0                        | 57.1                       | 62.1                       | 45.4                       | 107.5                      | 1,961          | 4.8            |                                 |
| 1984年（昭和59年） | 4.5                        | 60.3                       | 64.8                       | 41.9                       | 106.8                      | 1,961          | 4.1            | 北里大学前駅開業                |
| 1985年（昭和60年） | 3.6                        | 64.1                       | 67.7                       | 39.9                       | 107.6                      | 1,989          | 2.9            | ひがし野団地 - 十和田市(-0.3km) |
| 1986年（昭和61年） | 3.4                        | 64.2                       | 67.6                       | 38.7                       | 106.3                      | 2,016          | 1.1            | 貨物取扱廃止                    |
| 1987年（昭和62年） | 2.7                        | 61.7                       | 64.4                       | 38.9                       | 103.3                      | 1,970          | 0.0            |                                 |
| 1988年（昭和63年） | 2.4                        | 62.9                       | 65.3                       | 37.8                       | 103.1                      | 1,997          | 0.0            |                                 |
| 1989年（平成元年） | 2.2                        | 60.4                       | 62.6                       | 35.5                       | 98.1                       | 1,892          | 0.0            |                                 |
| 1990年（平成2年）  | 2.3                        | 58.8                       | 61.1                       | 35.5                       | 96.6                       | 1,880          | 0.0            |                                 |
| 1991年（平成3年）  | 2.2                        | 59.1                       | 61.3                       | 35.4                       | 96.7                       | 1,899          | 0.0            |                                 |
| 1992年（平成4年）  | 2.2                        | 55.8                       | 58.0                       | 35.4                       | 93.4                       | 1,874          | 0.0            |                                 |
| 1993年（平成5年）  | 2.0                        | 58.1                       | 60.1                       | 35.2                       | 95.3                       | 1,905          | 0.0            |                                 |
| 1994年（平成6年）  | 1.8                        | 56.6                       | 58.4                       | 34.0                       | 92.4                       | 1,826          | 0.0            |                                 |
| 1995年（平成7年）  | 1.5                        | 56.3                       | 57.8                       | 32.1                       | 89.9                       | 1,765          | 0.0            | ワンマン運転開始                |
| 1996年（平成8年）  | 1.6                        | 54.9                       | 56.5                       | 30.5                       | 87.0                       | 1,687          | 0.0            |                                 |
| 1997年（平成9年）  | 1.3                        | 51.2                       | 52.5                       | 28.5                       | 81.0                       | 1,541          | 0.0            |                                 |
| 1998年（平成10年） | 1.5                        | 48.9                       | 50.4                       | 26.7                       | 77.1                       | 1,505          | 0.0            |                                 |
| 1999年（平成11年） | 1.3                        | 47.6                       | 48.9                       | 25.5                       | 74.4                       | 1,477          | 0.0            |                                 |
| 2000年（平成12年） | 1.2                        | 46.7                       | 47.9                       | 25.1                       | 73.0                       | 1,484          | 0.0            |                                 |
| 2001年（平成13年） | 1.0                        | 45.4                       | 46.4                       | 23.6                       | 70.0                       | 1,443          | 0.0            |                                 |
| 2002年（平成14年） | 1.3                        | 45.0                       | 46.3                       | 22.7                       | 69.0                       | 1,423          | 0.0            | JR東日本との旅客連絡運輸廃止    |
| 2003年（平成15年） | 1.3                        | 39.5                       | 40.8                       | 21.6                       | 62.4                       | 1,306          | 0.0            |                                 |
| 2004年（平成16年） | 1.0                        | 35.2                       | 36.2                       | 19.9                       | 56.1                       | 1,194          | 0.0            |                                 |
| 2005年（平成17年） | 1.2                        | 33.5                       | 34.7                       | 19.7                       | 54.4                       | 1,159          | 0.0            |                                 |
| 2006年（平成18年） | 1.1                        | 34.0                       | 35.1                       | 18.7                       | 53.8                       | 1,148          | 0.0            |                                 |
| 2007年（平成19年） | 1.1                        | 33.2                       | 34.3                       | 17.9                       | 52.2                       | 1,132          | 0.0            |                                 |
| 2008年（平成20年） | 0.9                        | 35.6                       | 36.5                       | 17.5                       | 54.0                       | 1,177          | 0.0            |                                 |
| 2009年（平成21年） | 0.9                        | 31.0                       | 31.9                       | 16.4                       | 48.3                       | 1,050          | 0.0            |                                 |
| 2010年（平成22年） |                            |                            | 30.8                       | 15.1                       | 45.9                       | 986            | 0.0            |                                 |

鉄道統計年報（国土交通省鉄道局監修）より抜粋

### 営業成績
十和田観光電鉄線の営業成績を下表に記す。
表中、最高値を赤色で、最高値を記録した年度以降の最低値を青色で、最高値を記録した年度以前の最低値を緑色で表記している。
| 年度別営業成績     | 年度別営業成績     | 年度別営業成績     | 年度別営業成績     | 年度別営業成績     | 年度別営業成績     | 年度別営業成績     | 年度別営業成績     | 年度別営業成績 | 年度別営業成績 | 年度別営業成績 | 年度別営業成績 | 年度別営業成績 |
| 年 度              | 旅客運賃収入：千円 | 旅客運賃収入：千円 | 旅客運賃収入：千円 | 旅客運賃収入：千円 | 旅客運賃収入：千円 | 旅客運賃収入：千円 | 貨物運輸 収入 千円 | 運輸雑収 千円  | 営業収益 千円  | 営業経費 千円  | 営業損益 千円  | 営業 係数      |
| ------------------ | ------------------ | ------------------ | ------------------ | ------------------ | ------------------ | ------------------ | ------------------ | -------------- | -------------- | -------------- | -------------- | -------------- |
| 年 度              | 通勤定期           | 通学定期           | 通勤通学 定 期 計  | 定 期 外           | 手小荷物           | 合 計              | 貨物運輸 収入 千円 | 運輸雑収 千円  | 営業収益 千円  | 営業経費 千円  | 営業損益 千円  | 営業 係数      |
| 1975年（昭和50年） |                    |                    | 38,257             | 80,056             | 10,633             | 128,946            | 48,266             | 4,423          | 181,635        |                |                |                |
| 1976年（昭和51年） |                    |                    | 41,450             | 88,681             | 13,106             | 143,237            | 56,315             | 5,624          | 205,176        |                |                |                |
| 1977年（昭和52年） |                    |                    | 44,772             | 95,644             | 14,422             | 154,838            | 70,184             | 7,686          | 232,710        |                |                |                |
| 1978年（昭和53年） |                    |                    | 48,884             | 99,406             | 13,456             | 161,747            | 74,224             | 8,149          | 244,121        |                |                |                |
| 1979年（昭和54年） |                    |                    | 56,371             | 108,955            | 12,050             | 177,376            | 73,597             | 4,994          | 255,969        |                |                |                |
| 1980年（昭和55年） |                    |                    | 62,067             | 110,427            | 10,454             | 182,948            | 77,535             | 6,985          | 267,469        |                |                |                |
| 1981年（昭和56年） |                    |                    | 70,437             | 118,471            | 9,295              | 198,173            | 72,450             | 4,568          | 275,221        |                |                |                |
| 1982年（昭和57年） |                    |                    | 70,608             | 117,629            | 6,967              | 195,204            | 64,972             | 6,820          | 266,996        |                |                |                |
| 1983年（昭和58年） |                    |                    | 68,425             | 119,196            | 4,077              | 191,697            | 52,392             | 8,049          | 252,139        |                |                |                |
| 1984年（昭和59年） |                    |                    | 74,687             | 114,427            | 1,950              | 191,064            | 43,228             | 8,999          | 243,291        |                |                |                |
| 1985年（昭和60年） |                    |                    | 85,914             | 117,074            | 658                | 203,646            | 32,571             | 5,112          | 241,329        |                |                |                |
| 1986年（昭和61年） |                    |                    | 93,707             | 116,800            | 0                  | 210,507            | 13,226             | 4,804          | 228,537        |                |                |                |
| 1987年（昭和62年） | 6,198              | 92,296             | 98,494             | 125,026            | 0                  | 223,520            | 0                  | 4,323          | 227,843        |                |                |                |
| 1988年（昭和63年） | 5,725              | 97,070             | 102,795            | 124,651            | 0                  | 227,446            | 0                  | 8,142          | 235,588        |                |                |                |
| 1989年（平成元年） | 5,270              | 96,948             | 102,218            | 119,758            | 0                  | 221,976            | 0                  | 5,741          | 227,717        |                |                |                |
| 1990年（平成2年）  | 5,078              | 96,016             | 101,094            | 120,068            | 0                  | 221,162            | 0                  | 5,870          | 227,032        |                |                |                |
| 1991年（平成3年）  | 4,885              | 97,703             | 102,588            | 119,360            | 0                  | 221,948            | 0                  | 12,972         | 234,920        |                |                |                |
| 1992年（平成4年）  | 5,141              | 94,375             | 99,516             | 120,120            | 0                  | 219,636            | 0                  | 6,950          | 226,586        |                |                |                |
| 1993年（平成5年）  | 4,573              | 99,148             | 103,721            | 121,900            | 0                  | 225,621            | 0                  | 19,622         | 245,243        |                |                |                |
| 1994年（平成6年）  | 4,092              | 98,734             | 102,826            | 121,174            | 0                  | 224,000            | 0                  | 5,734          | 229,734        |                |                |                |
| 1995年（平成7年）  | 3,537              | 97,266             | 100,803            | 114,192            | 0                  | 214,995            | 0                  | 15,730         | 230,725        |                |                |                |
| 1996年（平成8年）  | 3,360              | 90,870             | 94,230             | 109,374            | 0                  | 203,604            | 0                  | 5,921          | 209,525        |                |                |                |
| 1997年（平成9年）  | 2,954              | 83,869             | 86,823             | 99,798             | 0                  | 186,621            | 0                  | 7,753          | 194,374        |                |                |                |
| 1998年（平成10年） | 3,272              | 82,540             | 85,812             | 93,229             | 0                  | 179,041            | 0                  | 7,459          | 186,500        |                |                |                |
| 1999年（平成11年） | 2,891              | 82,741             | 85,632             | 89,225             | 0                  | 174,857            | 0                  | 6,121          | 179,978        |                |                |                |
| 2000年（平成12年） | 2,437              | 82,686             | 85,123             | 91,030             | 0                  | 176,153            | 0                  | 7,788          | 183,941        |                |                |                |
| 2001年（平成13年） | 2,195              | 80,725             | 82,920             | 87,082             | 0                  | 170,002            | 0                  | 4,038          | 174,040        |                |                |                |
| 2002年（平成14年） | 2,633              | 80,287             | 82,920             | 84,191             | 0                  | 167,111            | 0                  | 6,146          | 173,257        |                |                |                |
| 2003年（平成15年） | 2,649              | 72,879             | 75,528             | 75,793             | 0                  | 151,321            | 0                  | 4,223          | 155,544        |                |                |                |
| 2004年（平成16年） | 2,203              | 66,252             | 68,455             | 71,199             | 0                  | 139,654            | 0                  | 6,086          | 145,740        |                |                |                |
| 2005年（平成17年） | 4,406              | 61,557             | 65,963             | 69,924             | 0                  | 135,887            | 0                  | 6,567          | 142,454        |                |                |                |
| 2006年（平成18年） | 2,509              | 64,582             | 67,091             | 65,299             | 0                  | 132,390            | 0                  | 4,805          | 137,195        | 151,746        | △14,551        | 110.6          |
| 2007年（平成19年） | 2,132              | 64,261             | 66,393             | 64,105             | 0                  | 130,498            | 0                  | 4,610          | 135,108        | 244,608        | △109,500       | 181.0          |
| 2008年（平成20年） | 1,817              | 68,596             | 70,413             | 64,737             | 0                  | 135,150            | 0                  | 4,003          | 139,153        | 180,570        | △41,417        | 129.8          |
| 2009年（平成21年） | 1,962              | 59,566             | 61,528             | 60,004             | 0                  | 121,532            | 0                  | 4,312          | 125,844        | 182,038        | △56,194        | 144.7          |
| 2010年（平成22年） |                    |                    |                    |                    | 0                  | 113,253            | 0                  | 4,479          | 117,732        |                |                |                |

鉄道統計年報（国土交通省鉄道局監修）より抜粋

### 戦前の輸送収支実績
| 年度別実績 | 年度別実績     | 年度別実績     | 年度別実績     | 年度別実績   | 年度別実績     | 年度別実績          | 年度別実績                    | 年度別実績     |
| 年度       | 輸送人員（人） | 貨物量（トン） | 営業収入（円） | 営業費（円） | 営業益金（円） | その他益金（円）    | その他損金（円）              | 支払利子（円） |
| ---------- | -------------- | -------------- | -------------- | ------------ | -------------- | ------------------- | ----------------------------- | -------------- |
| 1922       | 22,920         | 3,096          | 16,335         | 11,874       | 4,461          |                     |                               |                |
| 1923       | 83,484         | 15,296         | 63,086         | 38,843       | 24,243         |                     | 12,531                        | 10,925         |
| 1924       | 89,105         | 22,818         | 78,037         | 46,452       | 31,585         |                     | 償却金4,700                   | 10,829         |
| 1925       | 91,761         | 22,998         | 80,850         | 48,443       | 32,407         |                     | 償却金5,500                   | 7,015          |
| 1926       | 83,226         | 20,701         | 73,925         | 45,257       | 28,668         |                     | 償却金2,500自動車及雑損473    | 7,190          |
| 1927       | 77,130         | 22,018         | 71,527         | 46,023       | 25,504         |                     | 償却金1,500                   | 7,058          |
| 1928       | 72,728         | 20,728         | 69,834         | 44,058       | 25,776         |                     | 償却金1,000                   | 5,621          |
| 1929       | 55,946         | 18,732         | 58,538         | 41,908       | 16,630         |                     | 自動車業その他10,222          | 5,146          |
| 1930       | 48,401         | 16,123         | 48,901         | 35,701       | 13,200         | 運送業56            | 償却金7,499                   | 4,997          |
| 1931       | 40,357         | 14,633         | 44,907         | 31,952       | 12,955         | 自動車運送業1,969   | 償却金6,800                   | 5,286          |
| 1932       | 33,515         | 21,159         | 38,251         | 30,349       | 7,902          | 自動車及運送業9,463 | 償却金4,000                   | 4,483          |
| 1933       | 52,141         | 20,001         | 40,636         | 33,086       | 7,550          | 自動車及運送業7,270 | 償却金4,500                   | 3,411          |
| 1934       | 66,899         | 23,193         | 54,368         | 39,421       | 14,947         | 自動車業6,222       | 償却金8,500                   | 3,002          |
| 1935       | 63,811         | 20,510         | 48,203         | 39,610       | 8,593          | 自動車業その他7,148 | 償却金25,500                  | 3,080          |
| 1936       | 79,294         | 23,413         | 57,724         | 42,222       | 15,502         | 自動車業その他4,621 | 償却金5,000                   | 3,557          |
| 1937       | 112,412        | 24,108         | 67,823         | 41,573       | 26,250         | 自動車運送業1,137   | 自動車業6,399雑損償却金10,176 | 1,021          |
|            |                |                |                |              |                |                     |                               |                |
| 1945       | 721,836        | 38,924         |                |              |                |                     |                               |                |

- 鉄道省鉄道統計資料、鉄道統計資料、鉄道統計、国有鉄道陸運統計各年度版

## 歴史
- 1922年（大正11年）9月5日 十和田鉄道（とわだてつどう） 古間木 - 三本木間 (14.9km) 開業[11][12]。古間木駅、七百駅、高清水駅、三本木駅設置[11]。
- 1925年（大正14年）10月1日 三本木 - 七百間 0.1km延長（東北本線古間木駅と連絡）。
- 1926年（大正15年）8月1日 古間木駅を約120m移設[12]。
- 1930年（昭和5年）6月9日 七百駅に列車交換設備新設。
- 1932年（昭和7年）12月1日 柳沢駅、渋沢農場前駅開業。
- 1933年（昭和8年）9月11日 高清水 - 渋沢農場前間 0.1km短縮、渋沢農場前 - 三本木間 0.1km延長。
- 1934年（昭和9年）12月1日 古里駅開業。
- 1935年（昭和10年）4月1日 大曲信号所設置。
- 1938年（昭和13年）5月24日 大曲信号所を大曲駅として開業。
- 1951年（昭和26年）
  - 6月20日 全線を762mmから1067mm軌間に改軌・直流1500V電化、0.2km延長。
  - 12月30日 十和田観光電鉄に社名変更[12]。
- 1961年（昭和36年）3月1日 古間木駅を三沢駅に改称[12]。
- 1969年（昭和44年）
  - 5月1日 工業高校前駅開業[12]。
  - 5月15日 三本木駅を十和田市駅に改称[12]。
  - 10月1日 三農校前駅開業[12]。
- 1971年（昭和46年）12月16日 票券閉塞式から単線自動閉塞式へ変更。
- 1972年（昭和47年）8月15日 渋沢農場前駅をひがし野団地駅に改称[12]。
- 1984年（昭和59年）4月1日 北里大学前駅開業[12][13]。
- 1985年（昭和60年）10月28日 十和田市駅が旧駅からショッピングセンター併設の新駅に切り替えられ[12]、ひがし野団地 - 十和田市間で0.3km短縮[14]。
- 1986年（昭和61年）11月1日 貨物営業廃止[12][15]。
- 1995年（平成7年）10月1日 ワンマン運転開始[12]および列車無線取り付け。
- 2002年（平成14年）
  - 9月22日 7700系電車営業運転開始。
  - 10月1日 自動列車停止装置(ATS)導入。JR東日本との連絡運輸廃止。
  - 11月21日 7200系電車営業運転開始。
- 2008年（平成20年）3月1日 （旧）十和田観光電鉄から「とうてつ」に事業譲渡し、（新）十和田観光電鉄に社名変更させた上で新会社による運営開始[12]。
- 2010年（平成22年）12月4日 ダイヤ改正で平日と土休日を別ダイヤとする。平日18往復、土休日16往復。
- 2011年（平成23年）
  - 3月12日 ダイヤ改正で平日と土休日を同ダイヤとする。1日17往復。
  - 5月21日 ダイヤ改正で平日と土休日を再び別ダイヤとする。平日17往復、土休日12往復。
  - 10月7日 臨時取締役会にて、廃線とする方針を決定[3]。11日に2012年3月末での廃線を発表[4]。
- 2012年（平成24年）
  - 1月24日 国土交通省に2012年4月1日 - 2013年1月31日を休止予定期間とする鉄道事業休止届および2013年1月31日を廃止予定日とする鉄道事業廃止届提出[5][7]。
  - 3月14日 廃止日の2012年4月1日への繰り上げ届出及び鉄道事業休止届の取り下げ願いを国土交通省に提出[9][10]。
  - 4月1日 全線廃止[12]。鉄道代替バス十和田三沢線運行開始。
  - 5月3日[16] 七百駅にてイベント「とうてつ電車車両展示＆車庫公開」を実施。構内で車両を走行させた後、「饋電停止セレモニー」を行い、七百変電所からの送電を停止。動く電車の見納めとなった[17]。

## 駅一覧
全駅青森県に所在。
| 駅名           | 駅間キロ | 営業キロ | 接続路線                 | 所在地        |
| -------------- | -------- | -------- | ------------------------ | ------------- |
| 三沢駅         | -        | 0.0      | 青い森鉄道：青い森鉄道線 | 三沢市        |
| 大曲駅         | 2.7      | 2.7      |                          | 上北郡 六戸町 |
| 柳沢駅         | 2.4      | 5.1      |                          | 上北郡 六戸町 |
| 七百駅         | 1.3      | 6.4      |                          | 上北郡 六戸町 |
| 古里駅         | 2.0      | 8.4      |                          | 上北郡 六戸町 |
| 三農校前駅     | 1.5      | 9.9      |                          | 上北郡 六戸町 |
| 高清水駅       | 0.7      | 10.6     |                          | 十和田市      |
| 北里大学前駅   | 2.1      | 12.7     |                          | 十和田市      |
| 工業高校前駅   | 0.6      | 13.3     |                          | 十和田市      |
| ひがし野団地駅 | 0.4      | 13.7     |                          | 十和田市      |
| 十和田市駅     | 1.0      | 14.7     |                          | 十和田市      |

三沢駅 - 大曲駅間に、沿線に造成された住宅地「小松ケ丘ニュータウン」へのアクセスとして新駅「小松ケ丘駅」（十和田市駅起点12.670キロ）を設置する計画があった。しかし、駅予定地がニュータウンから離れていることから、ニュータウンへの交通はニュータウン内に同社のバス車庫（三沢営業所）を設置して、そこから発着する路線バスによって確保することになったため駅新設は見送られている。2009年10月に発行された「第16回鉄道の日記念 十和田観光電鉄線全駅入場券セット」には、未開業となった小松ケ丘駅の入場券と幻となった新駅計画について記されている。

## 車両
7200・7700系導入以前の十和田観光電鉄の車両形式番号は、電車は自社発注車は木造車に1400番台を、鋼製車に2400番台を充て新造順に1000番刻みで付番している。譲受車は原則として前所属鉄道会社での形式を使用。電気機関車は「動輪数」+「自重」による『仙鉄式』を採用。さらに電車・電気機関車は末尾を連番として付番していた。貨車は入線順に100番刻みで形式を付番している。
沿線に三沢基地が存在することから、車両の行先標には1980年代からローマ字が併記されていた（7200・7700系を除く）。地方私鉄の車両で行先表示にローマ字が表記された例は極めて珍しく、同時期の大手私鉄よりも採用が早かった。

### 廃線時点の在籍車両
廃線時点で電車10両、電気機関車2両、貨車2両が在籍。電車のうちモハ3400形・モハ3600形は現在では数少ない吊り掛け駆動方式の車両で、2002年に一般営業運転を終了した後もイベント用車両として稼働していた。

#### 電車
7700系（モハ7700形・クハ7900形）
モハ7701-クハ7901・モハ7702-クハ7902・モハ7703-クハ7903
東京急行電鉄（東急）で使用されていた7700系を改造した譲受車で、2002年に、2両編成（モハ7700-クハ7900）3本の計6両が導入された。運用開始に当たって、ワンマン運転に対応する設備、交通バリアフリー法に基づき車椅子スペースの設置、2両編成化などが実施された。番号の新旧対照は次のとおりである。
モハ7701・7702・7703 ← デハ7704・7709・7711
クハ7901・7902・7903 ← クハ7904・7909・7911
7700系はVVVFインバータを搭載した車両で、VVVF車が譲渡された日本で初めての例となった。
7200系（モハ7200形・モハ7300形）
モハ7204・モハ7305
東急で使用されていた7200系（デハ7211・デハ7259）を改造した譲受車で、2002年に、2両が導入された。運用開始に当たって、7700系と同様にワンマン運転設備、車椅子スペースの設置などがされているが、最大の特徴は両運転台化工事が行われていることで、パンタ側（後位）へ切妻型の運転台を増設している。
2014年6月、大井川鐵道に譲渡された。当初は同年の冬からの運行開始を予定していたが、整備と各種申請の遅れにより、翌2015年2月23日からの運行開始となった。大井川鐵道がこの2両の導入にかけた費用は車両費が1,000万円、輸送費が900万円、改造費が6,100万円で合計8,000万円。
モハ3400形
モハ3401
帝国車両製造で、自社発注の車両。東北地方の鉄道会社では初となる全金属車で昭和30年の導入当時は「東北一のデラックス電車」と称された。2002年の車両代替で一般営業からは退いている。現役の鉄道車両として「バス窓」を今に残す貴重な存在であった。
モハ3600形
モハ3603
1990年に東急から譲渡を受けた元デハ3650形3655。導入当初は十和田観光電鉄独自の塗装に施されていたが、2002年に一般営業運転から退くにあたって、東急時代のグリーンの塗装に施された。

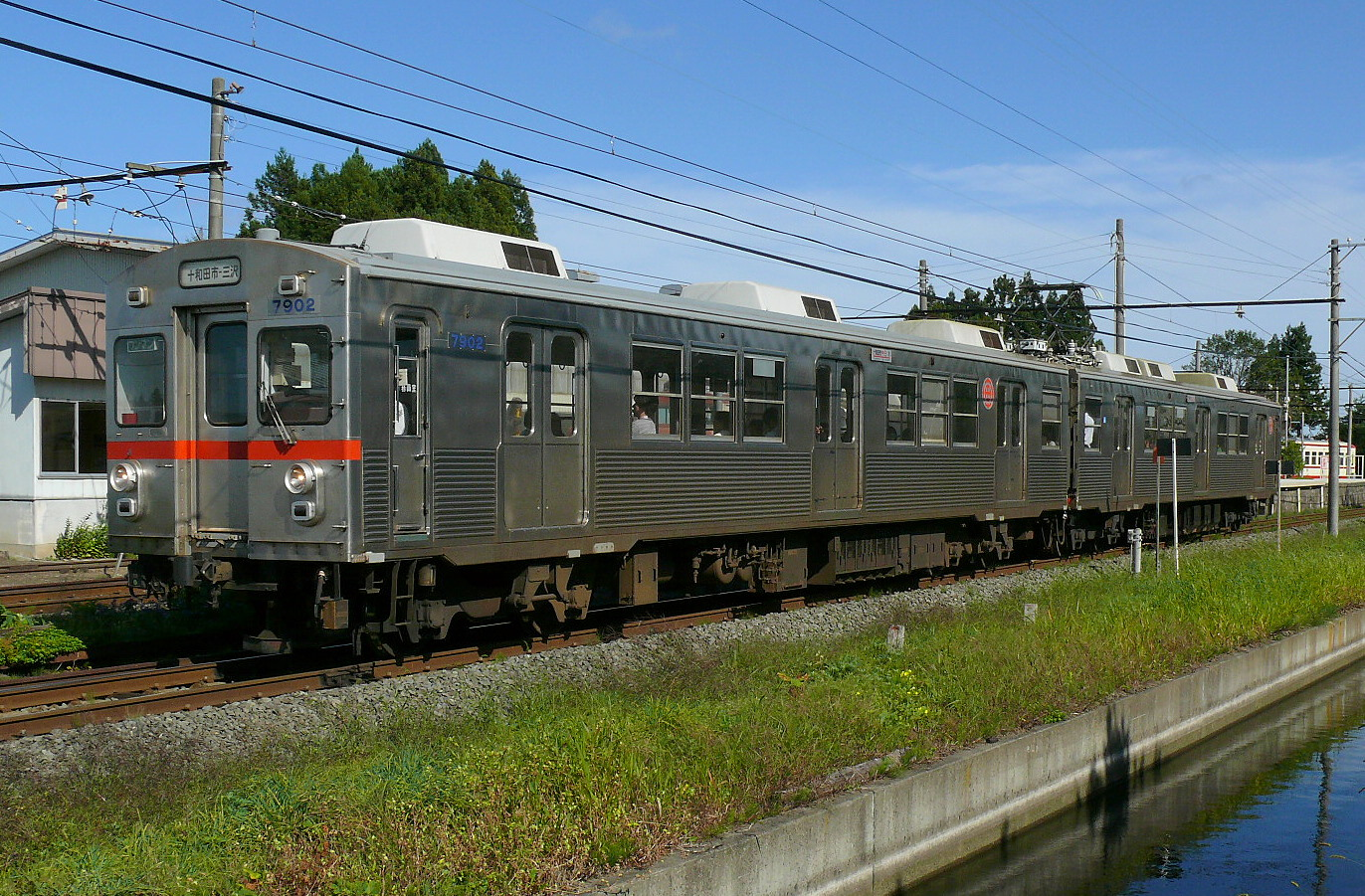
クハ7900形を十和田市側とした2両編成（2009年）
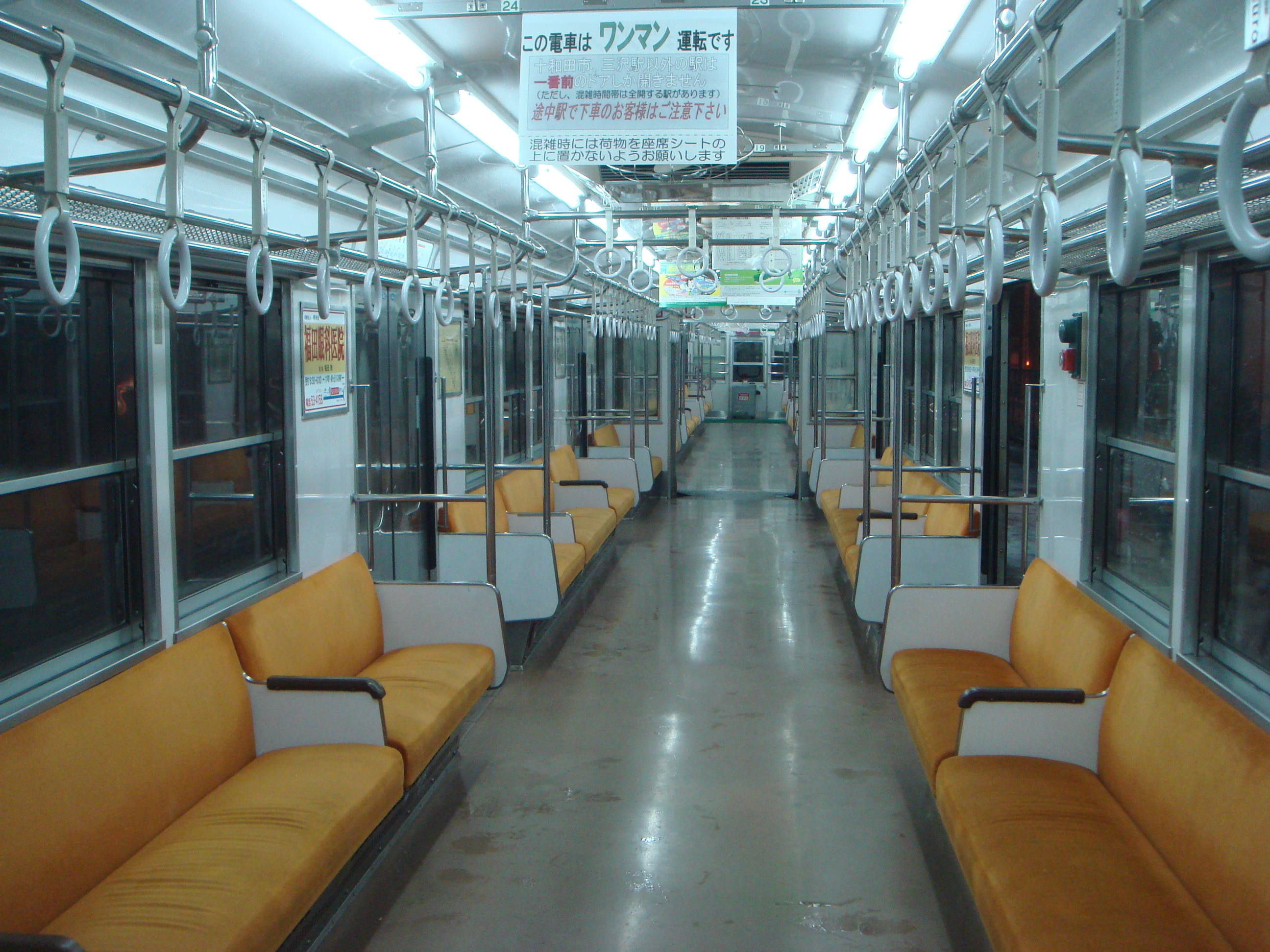
7700系の車内（2008年）
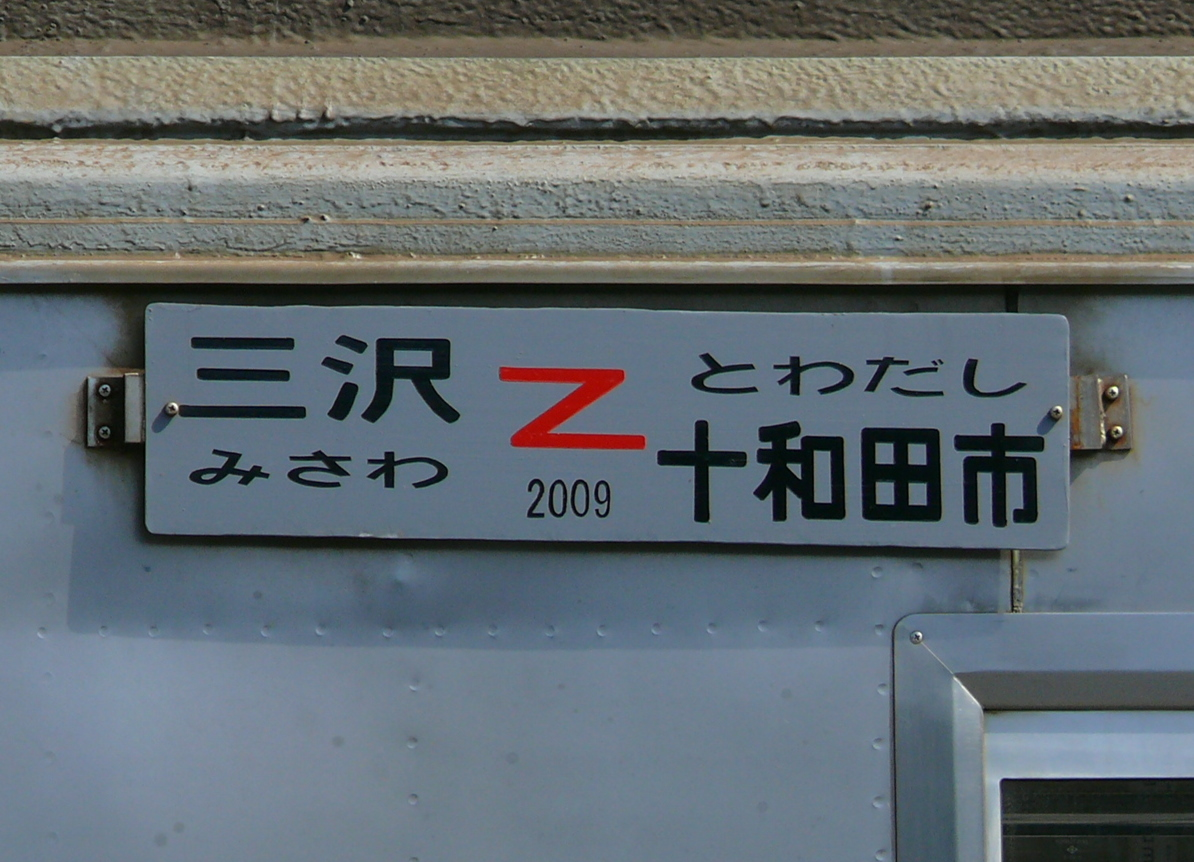
7700系の車体側面上部にある行先標（2008年）
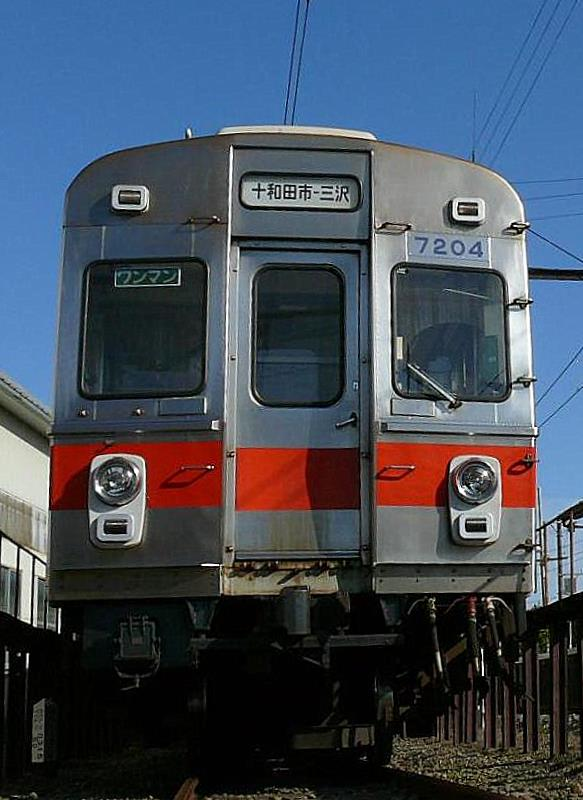
モハ7204（2009年撮影）
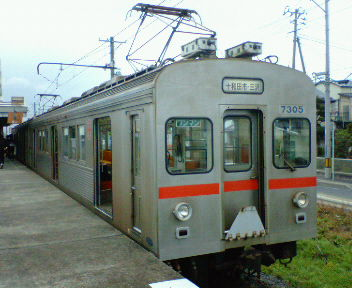
モハ7305の増設運転台（2006年）
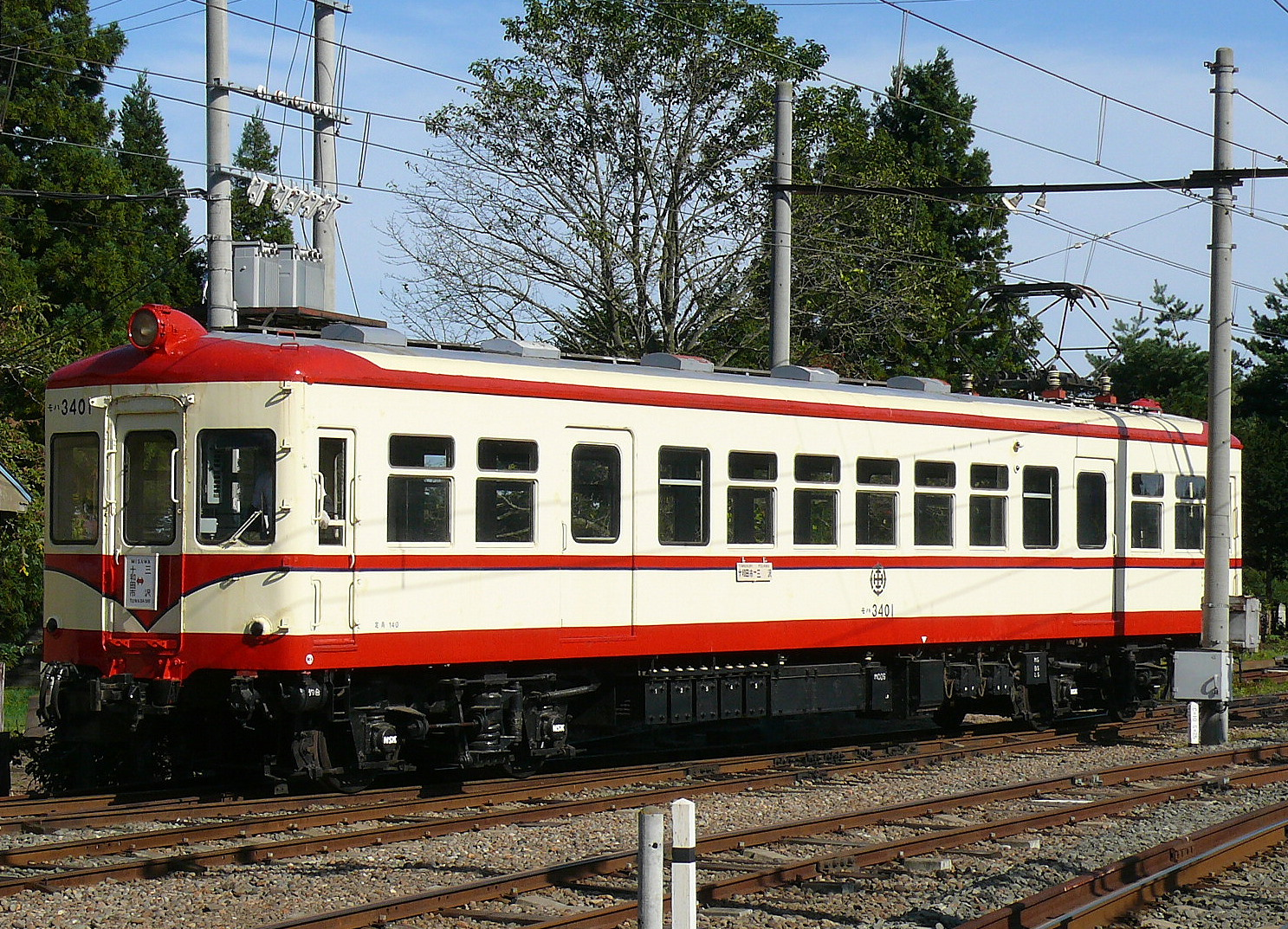
モハ3401（2009年）
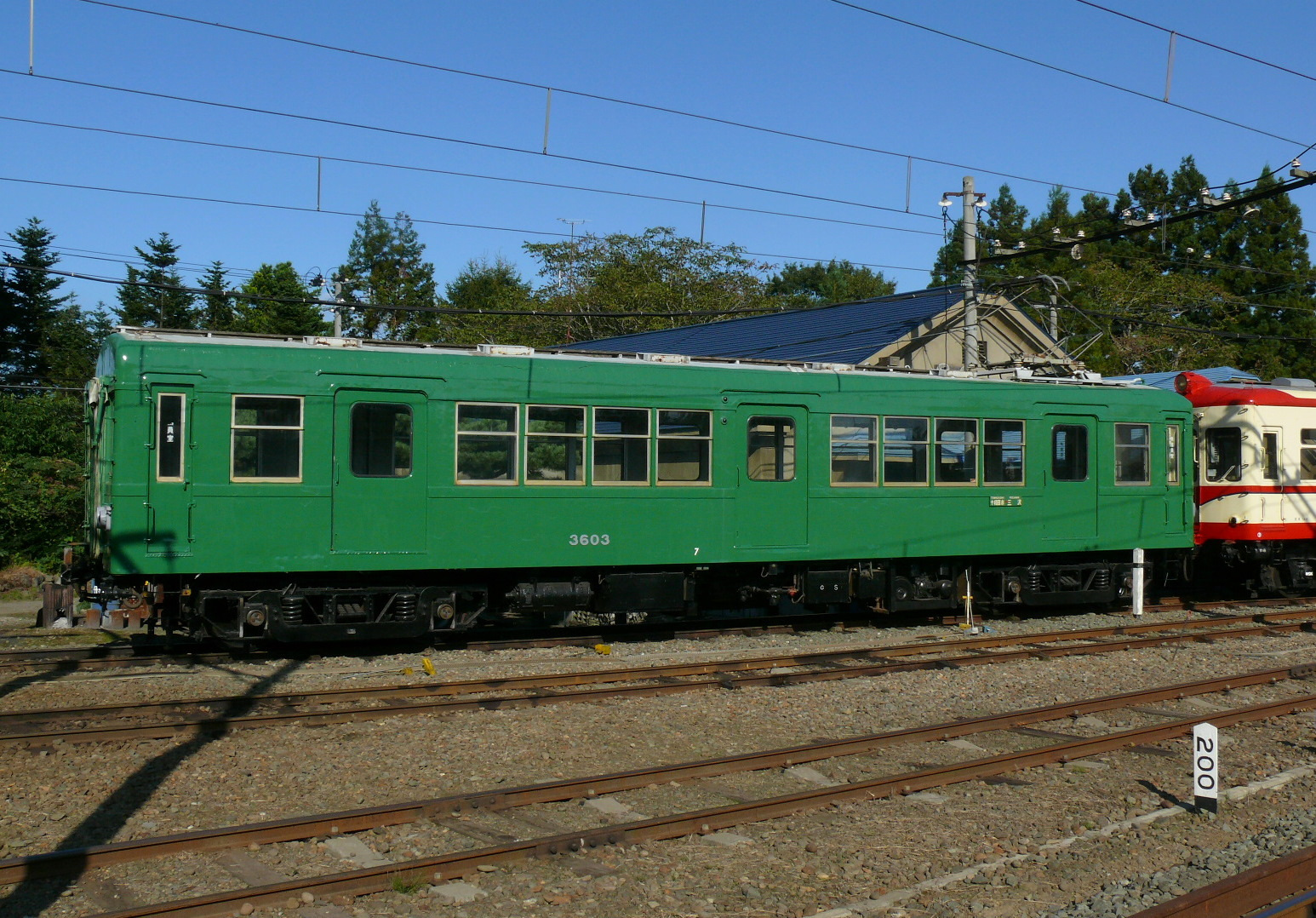
モハ3603（2009年）
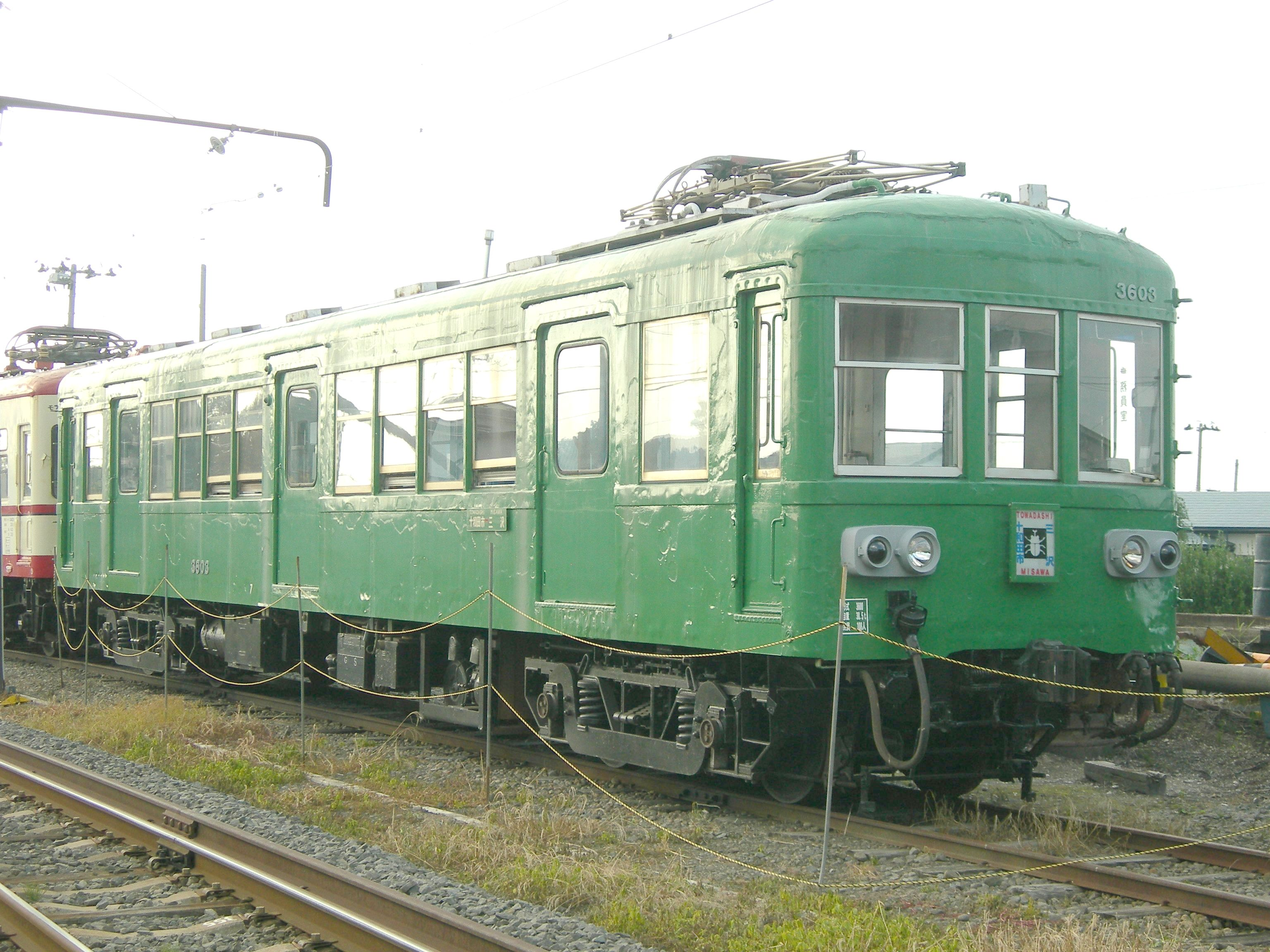
モハ3603の三沢側 （七百車両区にて）

#### 電気機関車
ED300形
ED301
1951年の改軌・電化時に導入された日立製作所製の30t凸形電気機関車。
ED400形
ED402
1962年に増備された川崎車両製の35t凸形電気機関車。

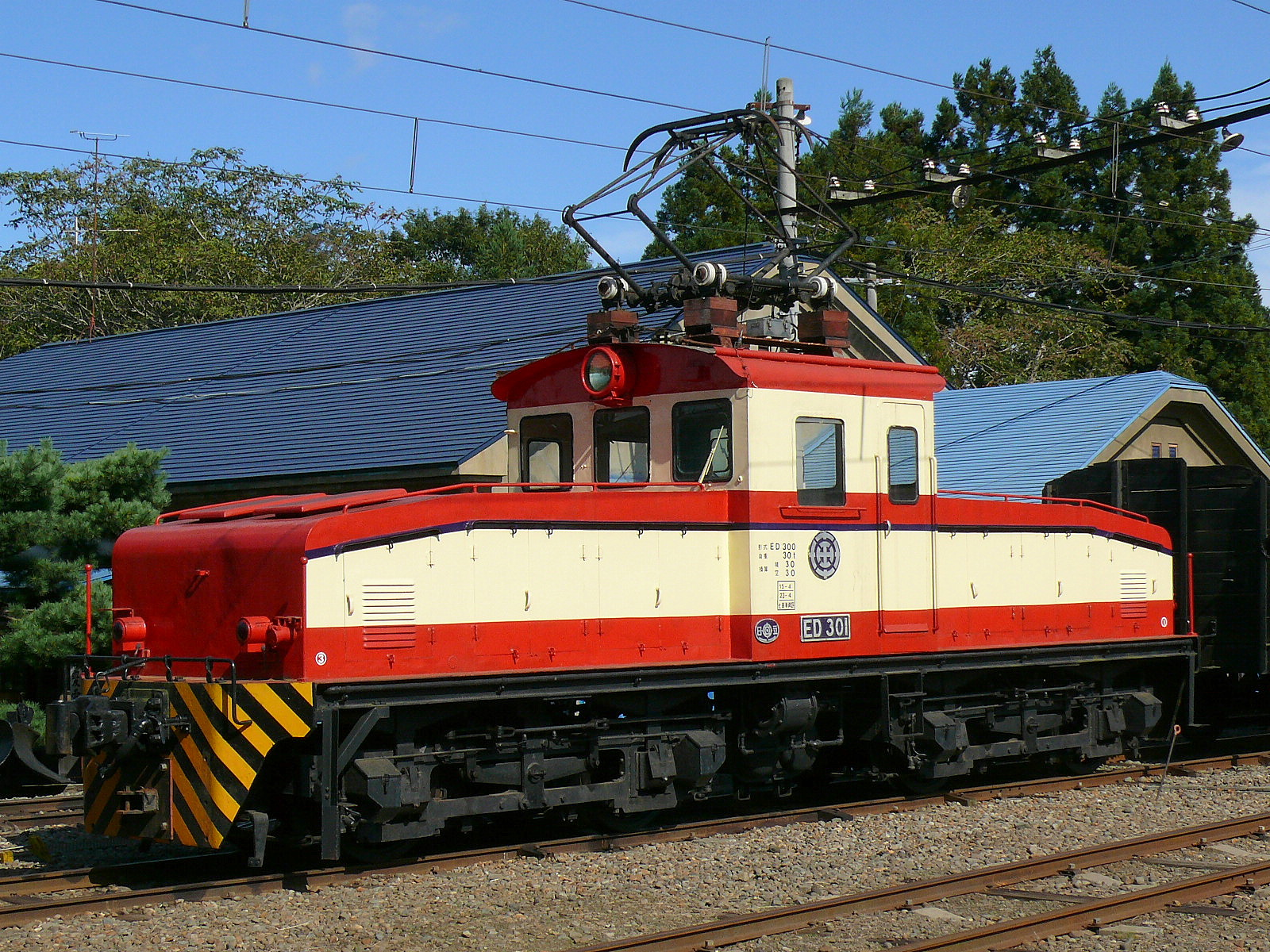
ED301（2009年）
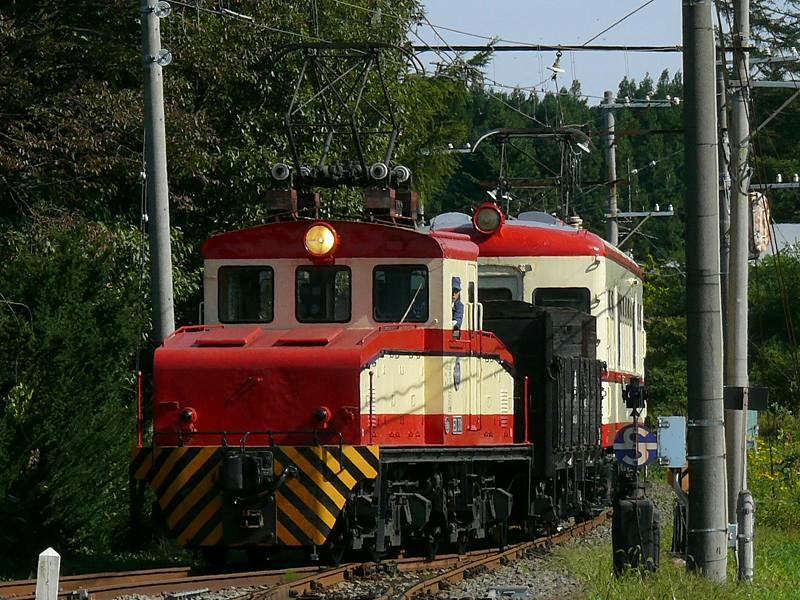
イベント時や撮影用のチャーター列車等で走ることがあったED301。 （2009年）
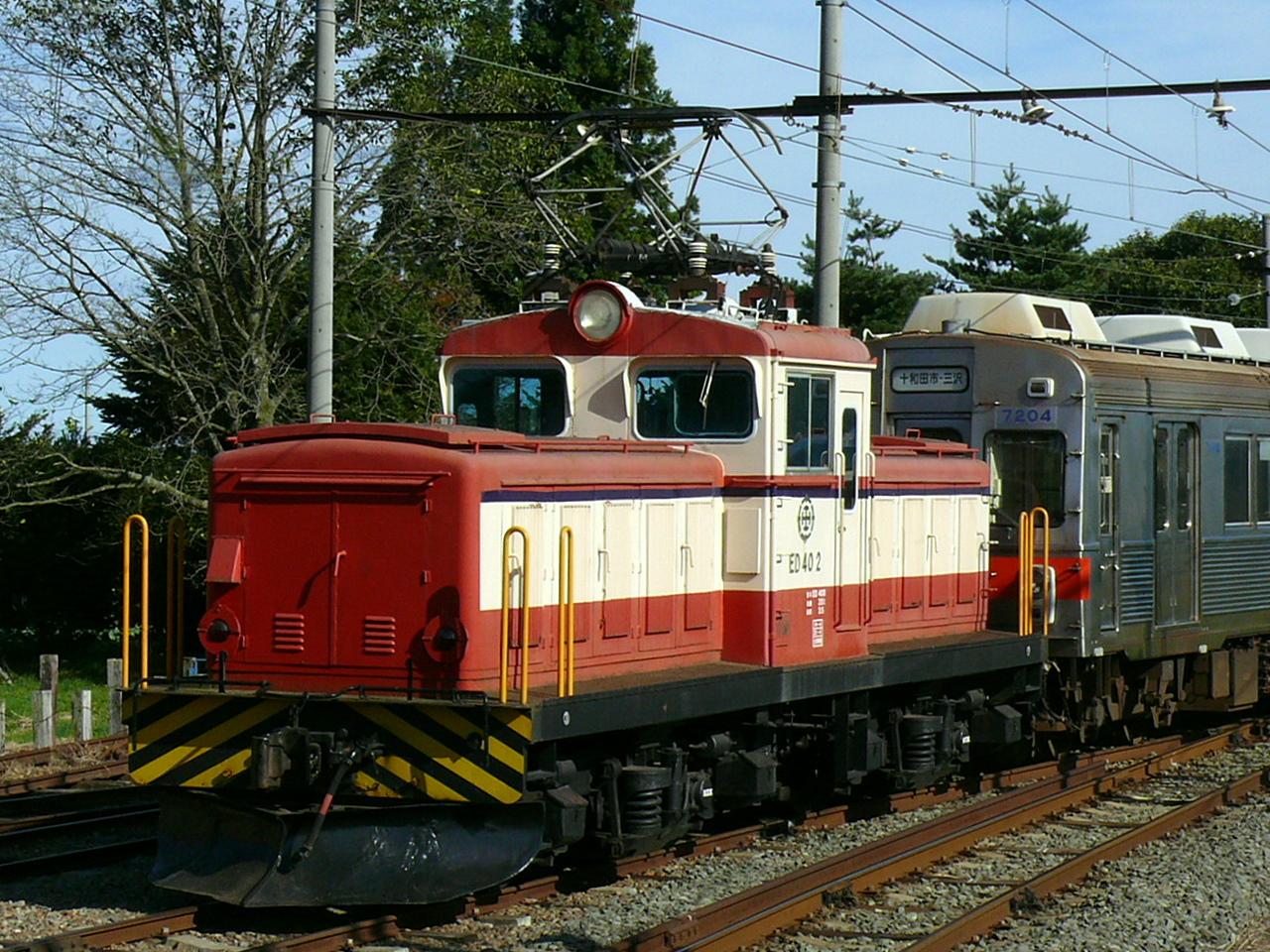
ED402（2006年）
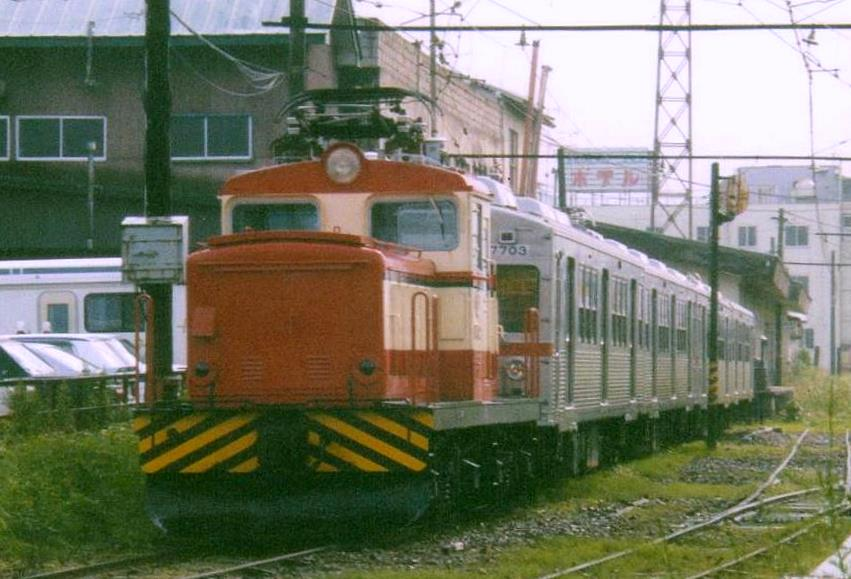
東急からの7700系電車を牽引後、旧十和田市駅の構内にて待機中のED402。（2001年）

#### 貨車
トラ300形
トラ301・302
1962年に工事列車用に導入された川崎車両製の17t積み無蓋車で、日本国有鉄道トラ40000形の同形車である。

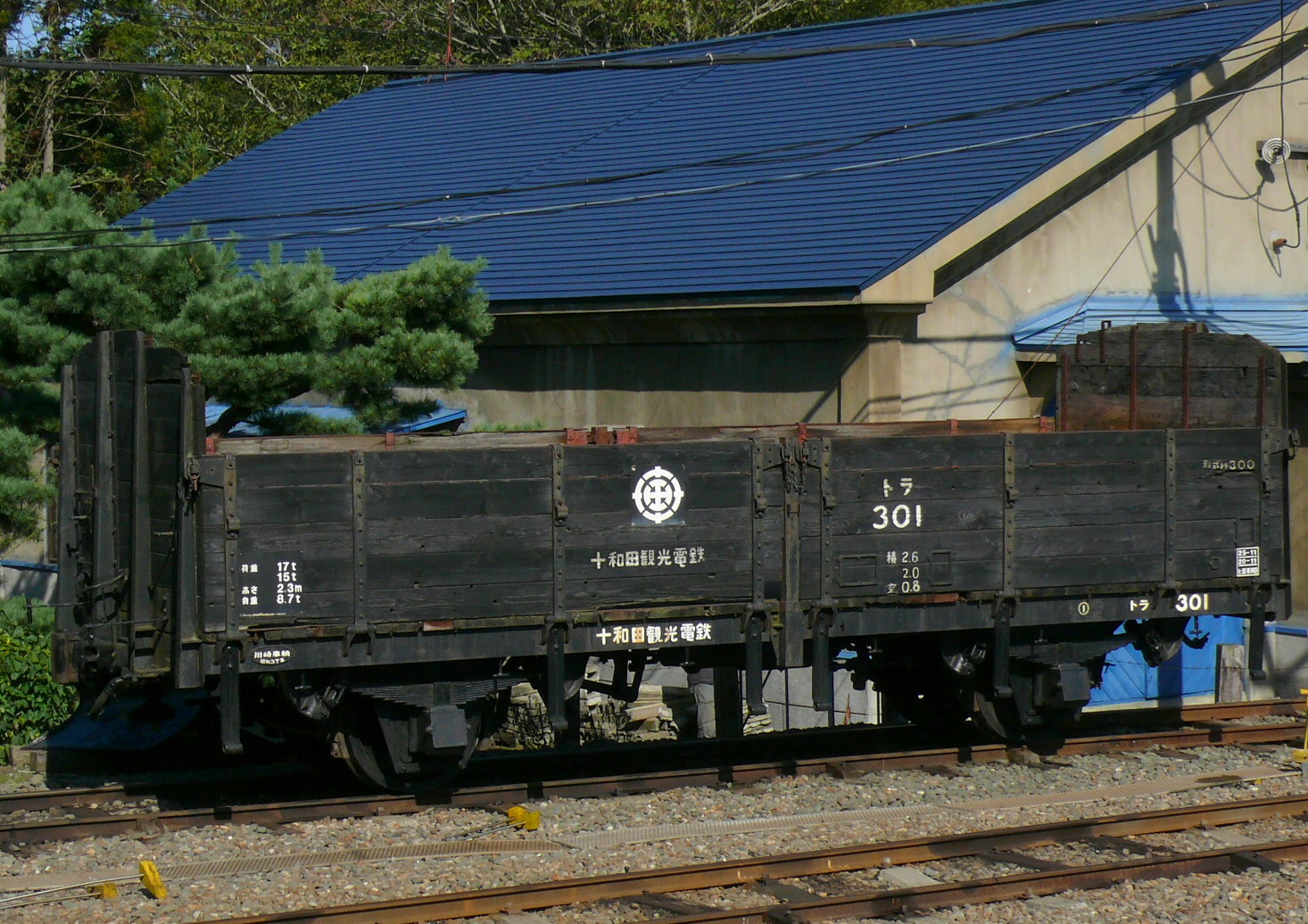
トラ301　（2009年）
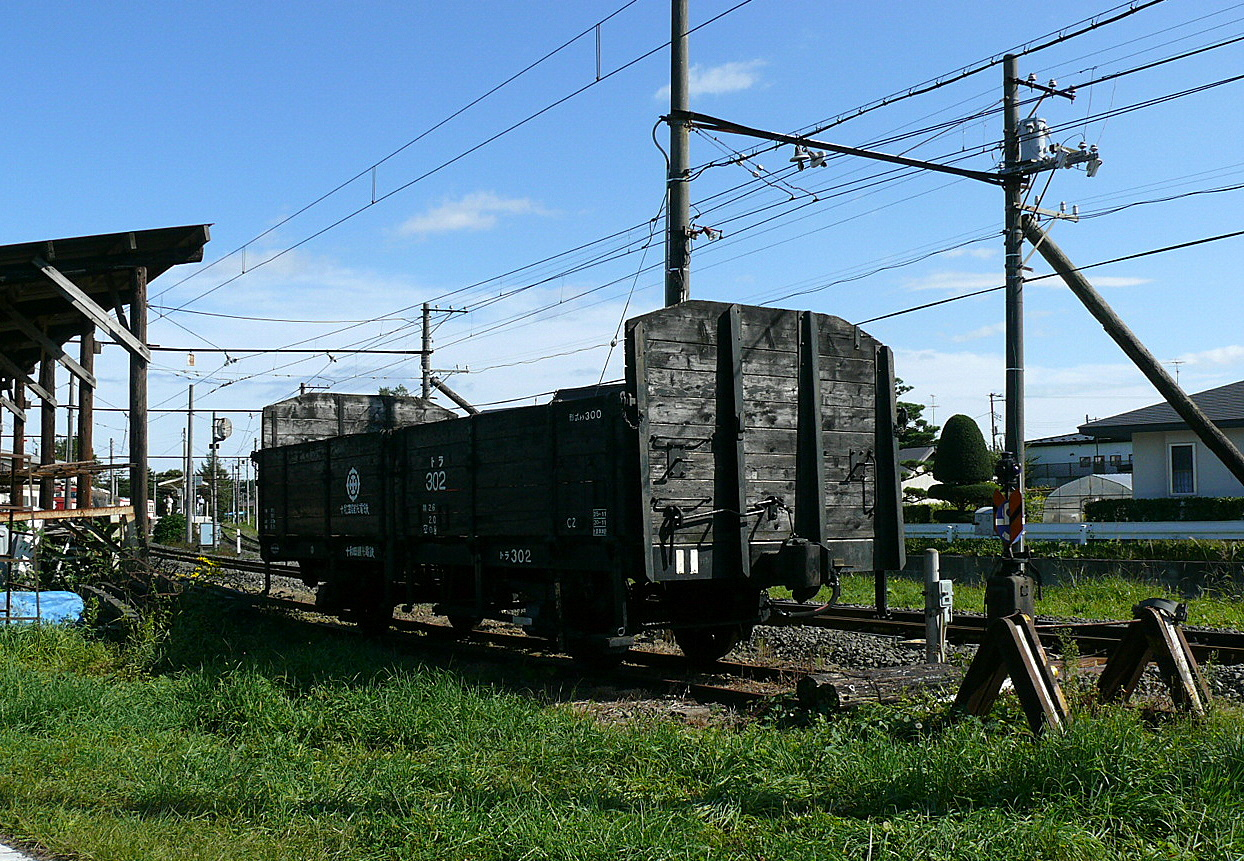
普段は七百駅の側線で留置されている事が多いトラ300形（302）。 （2008年）

### 改軌・電化以降
廃線時点に在籍していた車両は前節参照。ここではそれ以前の在籍車両を挙げる。

#### 電車
モハ2400形、クハ2400形
モハ2403・2405、クハ2402・2404
1951年の改軌・電化時にED300形と同時に投入された日立製作所製の電車。モハ・クハとも全長14.8mの両運転台車で、前面は非貫通3枚窓、側扉は片開き2扉。当初はいずれも2401・2402の番号だったが1958年に改番している。1968年の正面衝突事故の影響でクハ2402（2代。元クハ2401）が1970年に廃車された。他の3両は1981年のモハ3800形・クハ3800形導入時に代替廃車された。
クハ4400形
クハ4406
1962年にED400形・トラ300形と同時に導入された川崎車両製の制御車。モハ3400形とほぼ同様の外観であるが、方向板の支持方法などの細部が異なっていた。2002年の車両代替により廃車。
モハ1200形、クハ1200形
モハ1207、クハ1208
輸送量の増加や1968年の正面衝突事故による車両不足から、1970年にその前年に路線が廃線となった定山渓鉄道（現、じょうてつ）から譲受した電車。元は1954年日本車輌東京支店製の同社モハ1201、クハ1211で、いずれも全長17.63mの両運転台車で前面は2枚窓の湘南形、側扉は片開き2扉。定山渓鉄道由来の右側運転台は改造されることなく使用された。モハ3600形、クハ3802導入により、1990年に廃車。
モハ3800形、クハ3800形
モハ3809・3811、クハ3810・3802
モハ3800形は1981年に東急デハ3800形3801・3802を譲受したもので、譲受に際し3801の非パンタ側、3802の両側にデハ3450形廃車発生品の運転台機器を流用して両運転台化されている。
クハ3800形は元東急クハ3850形3855・3861を譲受したもので、片運転台のまま。3810はモハ3800形と同時の1981年に、3802はモハ3600形と同時の1989年に入線している。
いずれも前面貫通形、側扉は片開き3扉。2002年の車両代替により4両とも廃車された。

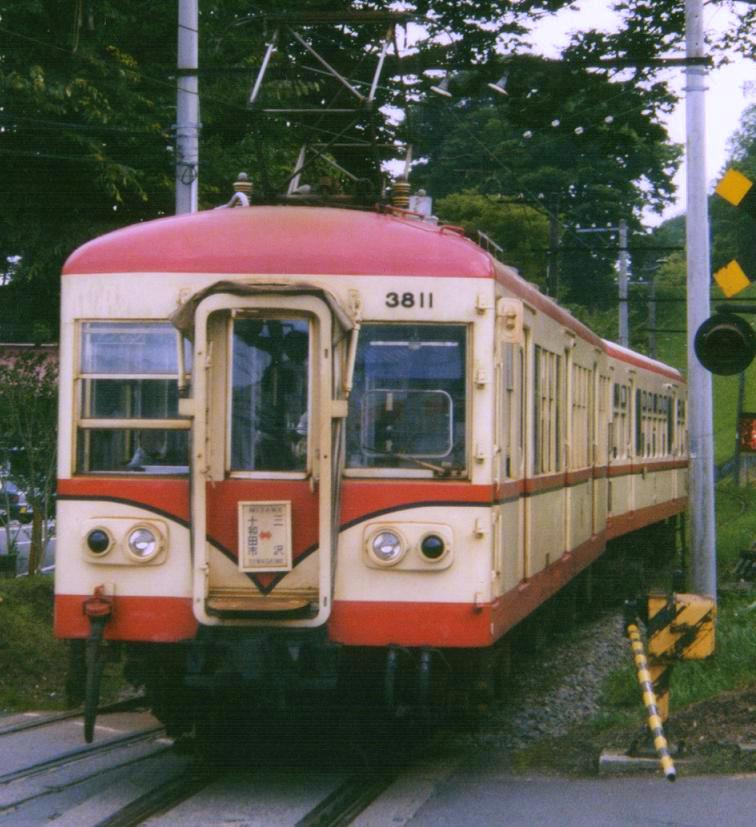
モハ3811（2001年）
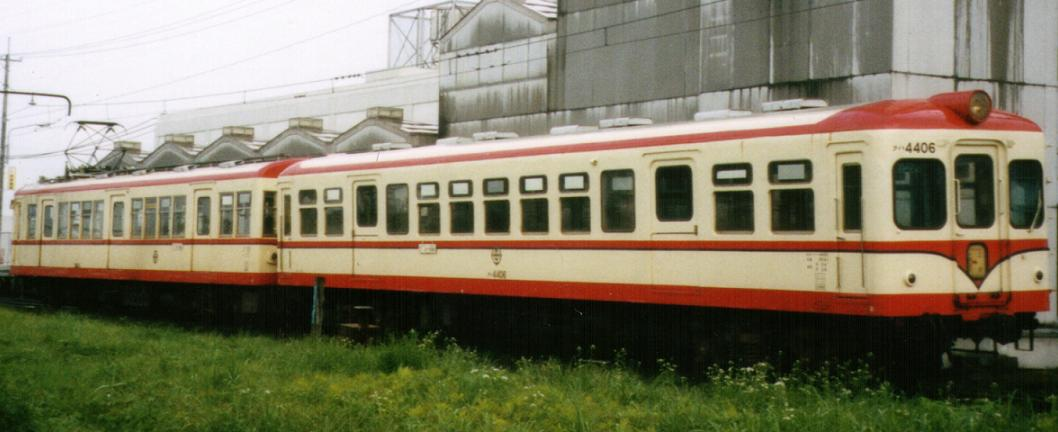
モハ3811とクハ4406（2001年）

#### 貨車
トム100形
トム101・102
トム200形
トム203
ワ100形
ワ101・102
ワム100形
ワム101・102 : 国鉄ワム1形（ワム883, 1209）を1952年3月に譲り受けたもの。
ワフ1形
ワフ1・102

### 762mm時代
注記なき物は1951年6月の改軌時に廃車。廃車後は全て解体された。

#### 気動車
いずれの気動車もガソリンカーである。
キハ101
1930年松井車輌製作所（松井車輌）製の片ボギー車。新製当初はキハ1の番号だったが、1932年にキハ101に改番されている。戦中は燃料事情悪化からエンジンが撤去され、客車代用となっていたとされる。
キハ102
1930年雨宮製作所製のボギー車。戦時中はエンジンが撤去され客車代用となっていたが、1949年にエンジンの再取り付けがされている。
キハ103
1935年日本車輌東京支店製のボギー車。車端に荷物台を備えており、仙北鉄道キハ1・2（後にキハ2401・2402）とはほぼ共通設計であった。

#### 蒸気機関車
いずれの蒸気機関車も車軸配置Cのタンク機関車である。
C121
開業に備え導入した1921年雨宮製作所製、自重12t。開業前の路線建設作業にも使用された。番号は当初1だったが1942年にC121に改番された。戦後は運用に入っていなかった。
C122
開業に際し導入した1922年コッペル製、自重12t。番号は当初2だったが1942年にC122に改番された。
C123
1926年に輸送力増強のため増備された。1925年コッペル製で、自重はC122に比べ0.3t重い12.3tであるが、他はC122と同様である。番号は当初3だったが1942年にC123に改番された。
C154
1944年に戦時中の輸送力増強と燃料事情によるガソリンカーの代替のため増備された。1943年立山重工業製で自重15t。
C155
戦時中に疲弊した在来機の代替用として1946年に日本製鐵釜石製鉄所のM155を譲受したもの。1935年本江機械製作所（後の立山重工業）製で自重15t。

#### 客車
1949年に形式記号が一斉に変更されている（表記は変更後のもの）。
ロハフ1、ハフ1・2
開業に際し導入された日本車輌東京支店製の木造ボギー車。ロハフは2等・3等合造車、ハフは3等車。記号は当初ロハフがフケホロハ、ハフがフケホハであった。
ロフ1、ハフ3・4
1925年に日本車輌東京支店で製造された増備車で、全長が1フィート（約30.5cm）延長されている。ロフは2等車で、記号は当初フケホロであった。

#### 貨車
客車同様、1949年に形式記号が一斉に変更されている（表記は変更後のもの）。荷重は全て6t。
ト1 - 5、トフ1 - 3
開業に備え1922年に雨宮製作所で製造されたボギー無蓋車で、開業に先立って建設工事にも使用された。記号は当初トがホト、トフがフホトであった。 ホト2（ト2）は1947年7月5日の列車火災で焼失し、他車に先立って1951年5月30日付で廃車となっている。
ワ1 - 4
開業に際し1922年に日本車輌東京支店で製造されたボギー有蓋車。記号は当初コケホワ（資料によってフケホワ）であった。
チ1・2、トフ6・7
1925年に日本車輌東京支店で製造されたボギー無蓋車で、チは長物車兼用である。記号は当初チがケコオチ（資料によってコケオチ・ケフオチ）、トフがケフホトであった。
ワ5
1942年に東亜工作所で製造されたボギー有蓋車。記号は当初コケホワ（資料によってフケホワ）であった。

## 鉄道廃止代替バスについて
2012年4月1日より、十和田市駅 - 三沢駅間を十和田観光電鉄の路線バスが代替交通機関として運行されている。代替バスは十和田市駅・三沢駅からそれぞれ各市の中心部まで運行され、それまで鉄道・バスの乗り換えが必要だった区間を一本で結んでいる。これに伴い、同区間を鉄道とバスで乗り継ぐより運賃が値下がりした区間も存在する。
なお、朝夕の通学時間帯は通学需要にあわせ、三農校前 - 三沢間を七百バイパス経由で運行する（古里・七百・柳沢・大曲は経由しないため、事実上の通過）路線や、青森県立三本木高等学校・附属中学校への通学需要も考慮し、同校の正門前を発着する路線が存在する。
また、「北里大学前駅」は「北里大学通」、「大曲駅」は「大曲試験場」がそれぞれ代替の停留所になっている。
なお、鉄道線の終点だった「十和田市駅」のバス停留所は2016年3月26日のダイヤ改正で廃止されている。

## その他
- 三沢駅 - 大曲駅間には、東北本線（現：青い森鉄道線）と貨物列車を受け渡すための連絡線が存在し、この連絡線と三沢駅への本線でちょうど古牧温泉を取り囲むように線路が敷設されていたが後に撤去された。貨物輸送廃止後は、まれに甲種輸送で車両を輸送する場合に使用された。
- 冬季以外に、回送電車を三沢駅 - 七百駅間で撮影用としてチャーターすることができ、レールファンのウェブページでも告知されていた。
- かつて三沢駅に停車していた東北本線（当時）の特急列車で十和田観光電鉄線への乗り換えを案内する英語の自動放送は車両（所有会社）によって異なり、JR東日本のE751系電車の自動放送では「Towada-Kanko Line」と放送されていたが、JR北海道の789系電車の自動放送では「Towada-Sightseeing-Electric-Railway Local-Line」と放送されていた。